# Urrutia migiurtinia
Urrutia migiurtinia is een rechtvleugelig insect uit de familie Thericleidae. De wetenschappelijke naam van deze soort is voor het eerst geldig gepubliceerd in 1990 door Baccetti.